# Chenay-le-Châtel
 Chenay-le-Châtel  es una población y comuna francesa, en la región de Borgoña, departamento de Saona y Loira, en el distrito de Charolles y cantón de Marcigny.

## Demografía
| 646 | 602 | 531 | 477 | 404 | 386 |
| Para los censos de 1962 a 1999 la población legal corresponde a la población sin duplicidades (Fuente: INSEE [Consultar]) |     |     |     |     |     |